# Hlavní cirkulační čerpadlo

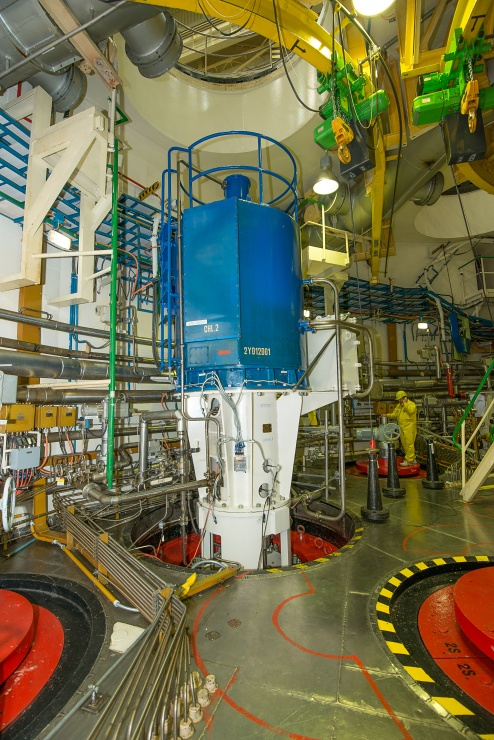
Elektromotor čerpadla GCEN-317

Hlavní cirkulační čerpadlo (HCČ) slouží na jaderné elektrárně k zajištění cirkulace vody v primárním okruhu, a tím k chlazení aktivní zóny.
Hlavní cirkulační čerpadla bývají zpravidla umístěna na chladné větvi každé smyčky. Vzhledem k tlaku (např. 16 MPa) a teplotě (např. 300 °C) dopravované vody, která je navíc radioaktivní, jsou HCČ jedny z technologicky nejnáročnějších čerpadel na jaderné elektrárně. V podstatě ale slouží jen na vykrytí tlakových ztrát primárního okruhu. Hlavní cirkulační čerpadlo by mělo pracovat bez nutnosti oprav po dobu jedné kampaně, aby revize a výměna opotřebených součástí byla prováděna pouze při odstavení bloku pro výměnu paliva. U elektráren s tlakovodním reaktorem se většinou konstruují jako vertikální (tj. se svislým hřídelem) s elektromotorem umístěným nad čerpadlem – z důvodu menší půdorysné plochy. Bývají odstředivá, radiální nebo diagonální a jednostupňová (tj. s jedním oběžným kolem). Jejich výrobci jsou například ruský CKBM nebo japonský MHI.

## Konstrukce

### Zapouzdřená čerpadla
Zapouzdřená (bezucpávková) čerpadla jsou i s elektromotorem uložena v hermetickém tlakovém pouzdru, díky čemuž nenarušují integritu primárního okruhu a pro jejich konstrukci nejsou potřebné žádné ucpávky. K jejich nevýhodám patří, že se rotor elektromotoru otáčí ve vodě. Při suchém statoru ovlivňuje přepážka mezi rotorem a statorem elektromagnetické pole a tím snižuje účinnost elektromotoru. 
Díky konstrukci jsou všechna ložiska čerpadla i rotoru mazána vodou, která má nižší mazací schopnosti než olej. Zapouzdření dále zvyšuje celkovou hmotnost agregátu a není kvůli němu snadné umístit setrvačník na hřídel čerpadla, který by zajistil dostatečnou dobu doběhu čerpadla při výpadku elektrického napájení. Se zapouzdřením také souvisí výkonové omezení pro tento typ čerpadel.

### HCČ s těsněním hřídele
U hlavních cirkulačních čerpadel s těsněním hřídele je v hermetickém tlakovém tělese, spojeném s primárním okruhem, umístěno jen čerpadlo, kdežto elektromotor leží vně tlakového pouzdra.
Tato konstrukce odstraňuje nevýhody zapouzdřených čerpadel. HCČ s těsněním hřídele mají tedy nižší investiční náklady, menší hmotnost a výkonové omezení, vyšší účinnost a delší dobu doběhu.  Také přístupnost elektromotoru pro opravy je lepší. U těchto čerpadel bývá vodou mazáno jen ložisko umístěné nejblíže k oběžnému kolu, aby nedošlo k znečištění primární vody olejem. Díky konstrukci nezapouzdřených čerpadel však vzniká problém s utěsněním hřídele, který spojuje elektromotor s čerpadlem. V praxi se využívá kombinace mechanického těsnění s třecími kroužky a hydrostatického těsnění. Obecně lze říci, že se HCČ s těsněním hřídele dává přednost před zapouzdřenými HCČ, a to především z ekonomických důvodů.

## HCČ v českých jaderných elektrárnách
Pro tlakovodní reaktory VVER-1000 (elektrárna Temelín) jsou používána hlavní cirkulační čerpadla s těsněním hřídele, které mají označení GCEN – 195 M. Pro tlakovodní reaktory VVER-440 (elektrárna Dukovany) jsou jako hlavní cirkulační čerpadla používána ruská čerpadla typu GCEN – 317 s těsněním hřídele, které využívají trojfázový asynchronní elektromotor. 
K hlavním cirkulačním čerpadlům přísluší řada chladicích okruhů a pomocných zařízení. U GCEN – 317 to jsou například:
- Spodní radiální ložisko – mazáno a chlazeno vodou autonomního okruhu, jejíž cirkulaci za chodu čerpadla zajišťuje přes chladič malé lopatkové kolo na hřídeli čerpadla.
- Systém přívodu oleje pro ložiska – slouží k mazání a chlazení horního radiálně axiálního ložiska.
- Systém zahlcování posledního stupně těsnění hřídele – zahlcuje se čistým kondenzátem, aby se zamezilo úniku těsnicí vody s obsahem bóru.
- Systém kontroly těsnosti přírubových spojů – zajišťuje kontrolu těsnosti hlavní dělicí roviny hydraulické části HCČ a dělicí roviny těsnění hřídele. Dále zajišťuje případný odvod úniků chladiva.
- Antireverzační (zarážecí) zařízení – zabraňuje zpětnému otáčení čerpadla po jeho zastavení.[3][4]

| Typ čerpadla         | GCEN – 317 | GCEN – 195 M |
| -------------------- | ---------- | ------------ |
| Reaktor              | VVER 440   | VVER 1000    |
| Výška [m]            | 9,3        | 11,9         |
| Hmotnost [t]         | 42         | 110          |
| Tlak [MPa]           | 12,7       | 15,3         |
| Průtok [m3/h]        | 7100       | 24000        |
| Příkon [kW]          | 1400       | 5100         |
| Teplota na sání [°C] | 270        | 290          |

## Čerpadla na tekuté kovy
Čerpadla na tekuté kovy se využívají v jaderných elektrárnách s rychlými reaktory, chlazenými tekutým sodíkem.

### Odstředivé čerpadlo na tekuté kovy
Hydrodynamický výpočet odstředivých čerpadel na tekuté kovy je založen na stejných principech jako u čerpadel na vodu. Mezi nejdůležitější požadavky na tato čerpadla patří:
- Zajištění naprosté těsnosti sodíkového okruhu – při styku sodíku s kyslíkem dochází k výbuchu.
- Práceschopnost při vysokých teplotách – teplota sodíku v chladné větvi je asi 400 °C.
- Zabránění průniku oleje do sodíku.

Odstředivá čerpadla na tekuté kovy lze také konstruovat jako zapouzdřená nebo s těsněním hřídele. HCČ  se většinou konstruují jako vertikální, přičemž elektromotor bývá umístěn nad čerpadlem. Spodní radiální ložisko bývá hydrostatické, mazané sodíkem, ostatní ložiska jsou pak mazána olejem.

### Elektromagnetické čerpadlo na tekuté kovy
Jeho výhodou je, že zajišťuje hermetičnost sodíkového okruhu, protože u něj nevychází z prostoru tekutého sodíku ven žádný točící se hřídel.
Jsou založena na principu, že je-li elektrický vodič, kterým teče elektrický proud, vložen do magnetického pole, vychyluje se kolmo k magnetickým siločárám. Tímto elektrickým vodičem je u elektromagnetických čerpadel právě tekutý kov.
Lze je dělit na:
- Kondukční – elektrický proud o napětí jednotek voltů je o velké intenzitě (105 A) přiváděn přímo do tekutého kovu.
- Indukční – elektrický proud se v tekutém kovu indukuje z vinutí, které je umístěné kolem potrubí.[3]

### Porovnání
Odstředivá čerpadla na tekuté kovy dosahují podstatně vyšších účinností (přes 80 %) oproti elektromagnetickým (40–50 %), mají nižší hmotnost a jsou ekonomičtější.  Elektromagnetická čerpadla zase zajišťují hermetičnost, lze u nich snadno regulovat výkon a mají snadnější údržbu díky absenci točivých částí. Přesto jsou vhodnější spíše pro pomocné provozy a jako HCČ se využívají především čerpadla odstředivá.